# Alcis platycyma
Alcis platycyma är en fjärilsart som beskrevs av Eugen Wehrli 1943. Alcis platycyma ingår i släktet Alcis och familjen mätare. Inga underarter finns listade i Catalogue of Life.